# Bocchoropsis
Bocchoropsis é um gênero de mariposa pertencente à família Crambidae.